# 'Ndrina Loielo
I Loielo sono una 'ndrina di Ariola, frazione di Gerocarne, appartenenti al Locale di 'Ndrangheta dell'Ariola (che comprende i comuni di Gerocarne, Sorianello, Soriano Calabro, Pizzoni, Vazzano, Dasà, Arena e Acquaro).
Le loro attività illecite vanno dall'estersione al traffico di stupefacenti.

## Storia

### Anni '70
L'ascesa criminale del clan ha inizio negli anni '70 del secolo scorso, anni a cui si hanno le prime notizie del Locale di Ariola, dominano le attività illecite del territorio delle preserre vibonesi (provincia di Vibo Valentia) per oltre un ventennio (alleati con la famiglia 'ndranghetista dei Maiolo fino alla fine degli anni '80).
Collaborano insieme per il sequestro di Paolo Giorgetti.

### Anni '80
Fino al 1988 i Loielo e i Maiolo di Acquaro si potevano considerare come un un'unica famiglia mafiosa.

### Anni '90 - Faida delle Preserre
Nel 1989 scoppia la faida con i Maiolo, per il controllo del territorio, che dura dieci anni e porta alla vittoria della famiglia Loielo. Da quell'anno al 1991 i capi erano Giuseppe e Vincenzo Loielo poi arrestati, e vengono sostituiti dai cugini Vincenzo e Giuseppe Loielo.
Il 23 luglio 1998 viene ucciso il boss Antonio Maiolo e con lui si conclude la faida.
I Maiolo rimasti rimarranno per un periodo con Loielo per poi passare con gli Emanuele, dissidenti con a capo Bruno Emanuele.

### Anni 2000
Nel 2002 vengono uccisi in un agguato di stampo mafioso i due capi della 'ndrina Giuseppe e Vincenzo Loielo, per contrasti con gli Emanuele che negli anni successivi, secondo gli organi investigativi, ha preso il sopravvento.
Il 25 ottobre del 2003 Bruno Emanuele sarebbe responsabile anche dell'omicidio di Stefano Barilaro, Giovanni Gallace e Francesco Gallace, quest'ultimo col ruolo di mastro di giornata nella struttura organizzativa della 'ndrina.

### Anni 2010 - Processo Luce nei Boschi
Il 25 gennaio 2012 la Polizia di Stato, coordinata dalla Direzione distrettuale antimafia di Catanzaro porta a termine l'operazione Light in the Woods che sgomina la 'ndrangheta dell'Ariola (famiglie Loielo, Gallace, Emanuele, Maiolo) facendo luce sulla faida con i Maiolo e su una serie di delitti quali estorsioni, rapine, associazione di tipo mafioso, turbata libertà degli incanti pubblici, infiltrazioni nell'amministrazione comunale di Gerocarne.
Il 14 giugno 2013 il processo Luce nei Boschi condanna 12 persone e ne assolve 4 per i reati commessi nella faida delle Preserre vibonesi.
Il 21 gennaio 2017 la corte d'appello di Catanzaro condanna 14 persone nel processo Luce nei Boschi e per la prima volta viene riconosciuto il vincono mafioso nell'area delle Preserre vibonesi e l'esistenza del locale di Ariola.
A luglio del 2018, la Corte di Cassazione conferma l'esistenza del Locale di Ariola condannando definitivamente 14 persone, nel processo come parte civile partecipavano i comuni di Pizzoni e Vazzano.

## Boss di spicco
- Vincenzo Loielo (1947)
- Giovanni Loielo (1957)
- Vincenzo Loielo (assassinato nel 2002)
- Giuseppe Loielo (assassinato nel 2002)